# Берброхер-Хёе
Берброхер Хёе (нем. Bärbroicher Höhe) — один из малых природно-территориальных комплексов (ПТК) 5-го порядка в Бергишес-Ланд (Северный Рейн-Вестфалия, Германия).

## Иерархическая соподчинённость местных ПТК
| Уровень ПТК         | Название ПТК                      | Индекс ПТК в классификации Германии |
| ------------------- | --------------------------------- | ----------------------------------- |
| Регион 1-го порядка | Немецкое среднегорье              | —                                   |
| Регион 2-го порядка | Рейнские Сланцевые горы           | 3                                   |
| Основной ПТК        | Зюдербергланд                     | 33                                  |
| Регион 3-го порядка | Бергское плато                    | 338                                 |
| Регион 4-го порядка | Южно-Бергское плато               | 338.2                               |
| Регион 5-го порядка | Зюльцбергланд                     | 338.22                              |
| Местный ПТК         | Берброхер-Хёе (Высоты Берброхера) | 338.224                             |

## Общая характеристика
Бербройхер-Хёе — небольшая природная пространственная единица (ПТК) с порядковым номером 338.224 в пределах Южно-Бергского плато (порядковый номер 338.2) в Бергишес-Ланд, части Рейнских сланцевых гор. Характеризуется низкогорным холмистым рельефом с сетью небольших речных долин с пологими склонами.
Этот природный комплекс охватывает территорию между поселением Кюртена Бисфельд и поселениями Бергиш-Гладбаха Херкенрате и Берброхе. Согласно Справочнику по природному пространственному делению Германии, Берброхер-Хёе окружён по часовой стрелке горами Паффратер Кальксенке (номер ПТК 338.23) на западе, Кюртенер Хохфлехе (плвто Кюртена) (338.220) на севере, Зюльцзенкен и -рюккен (338.225) на востоке и Зюльц Хохфлехе (плато Зюльца) (338.41) на юге.